# 李士遴
李士遴，镶黄旗汉军人，是一名清朝政治人物。
李士遴曾于乾隆二十八年(1763年)接替程霖任邵武府知府一职，乾隆年间由陳國華接任。